# Оттавский университет
Оттавский университет, англ. University of Ottawa, фр. Université d'Ottawa, сокращённое наименование uOttawa / U of O / Ottawa U — двуязычный (англо-французский) светский университет в городе Оттава, провинция Онтарио, один из старейших университетов в Канаде.

## История

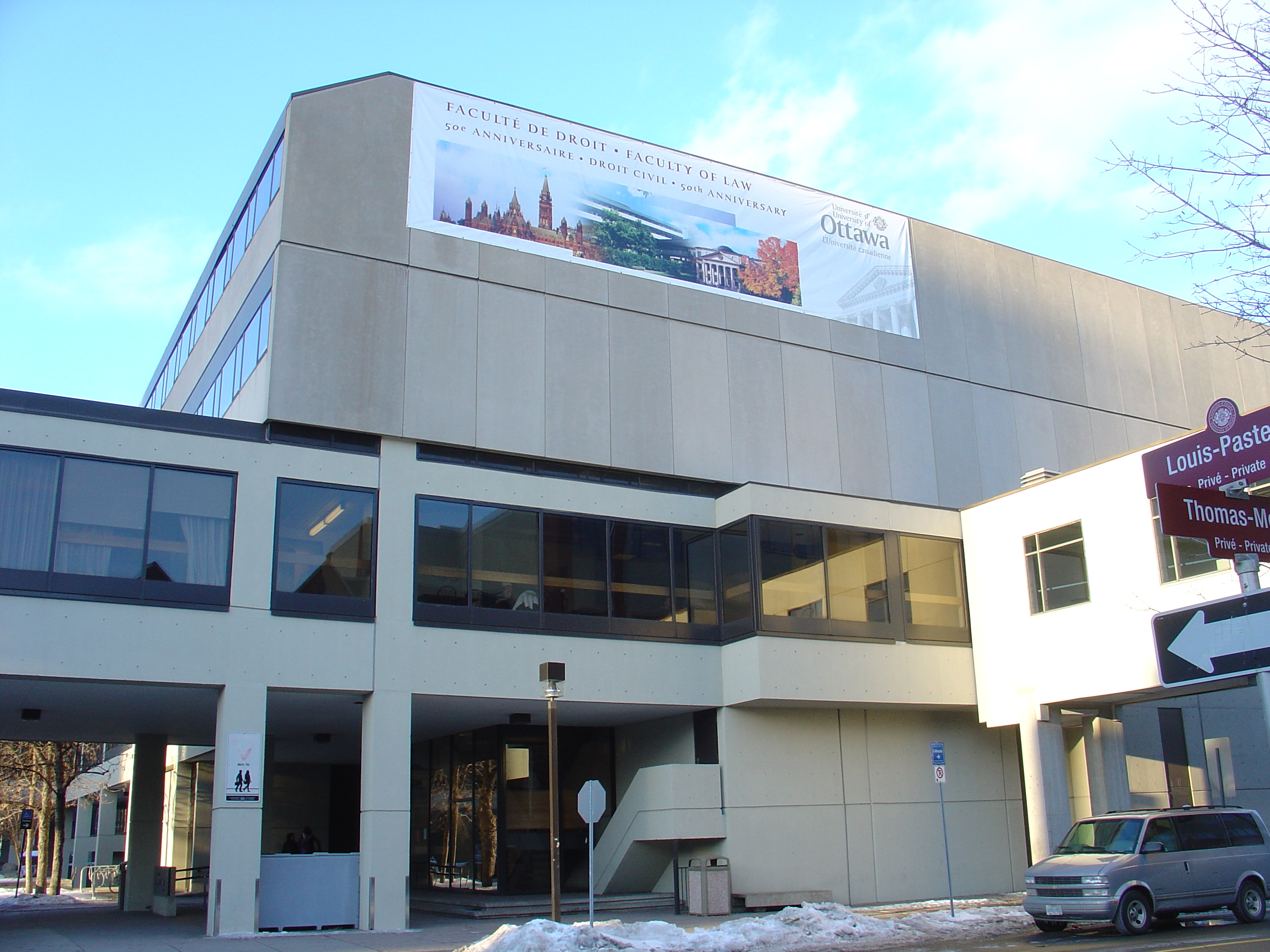
Фотё-Холл (Fauteux Hall), юридический факультет

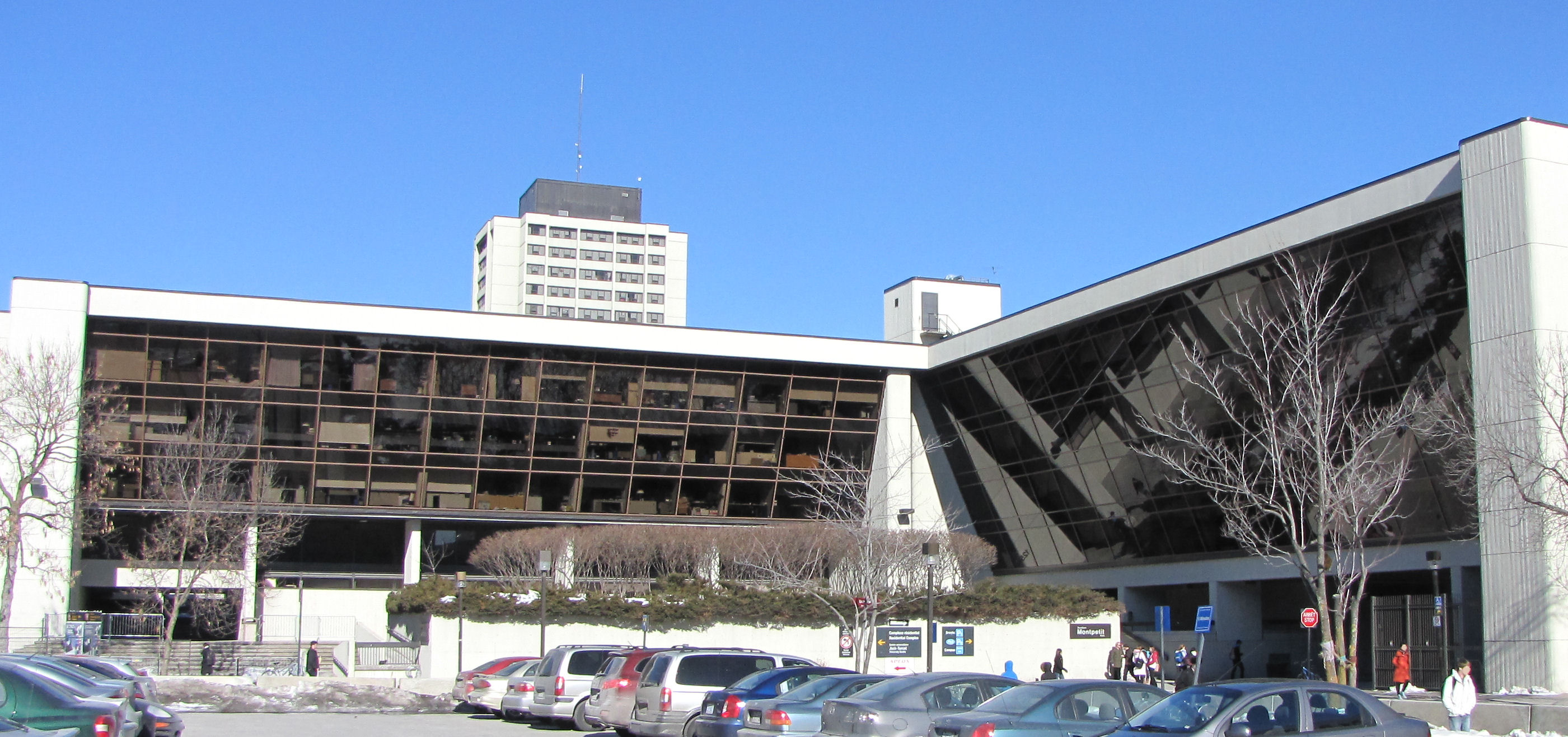
Монпти-Холл, где размещены школа человеческой кинетики, спортивные залы и водный центр

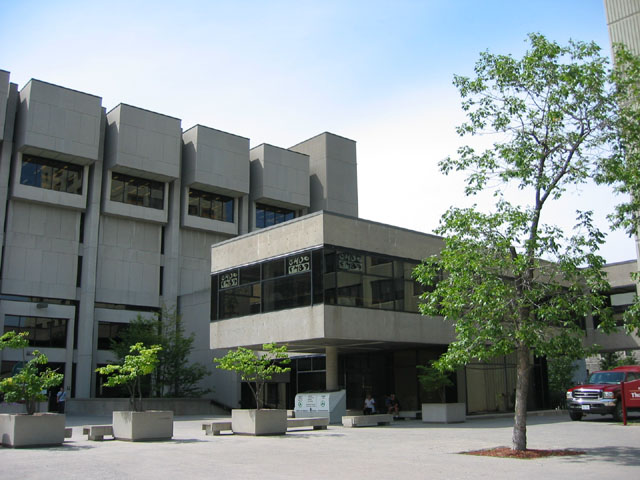
Слева — библиотека Морриссе; справа — бывшая штаб-квартира радиостанции кампуса, в настоящее время — кафе «Дежа вю».

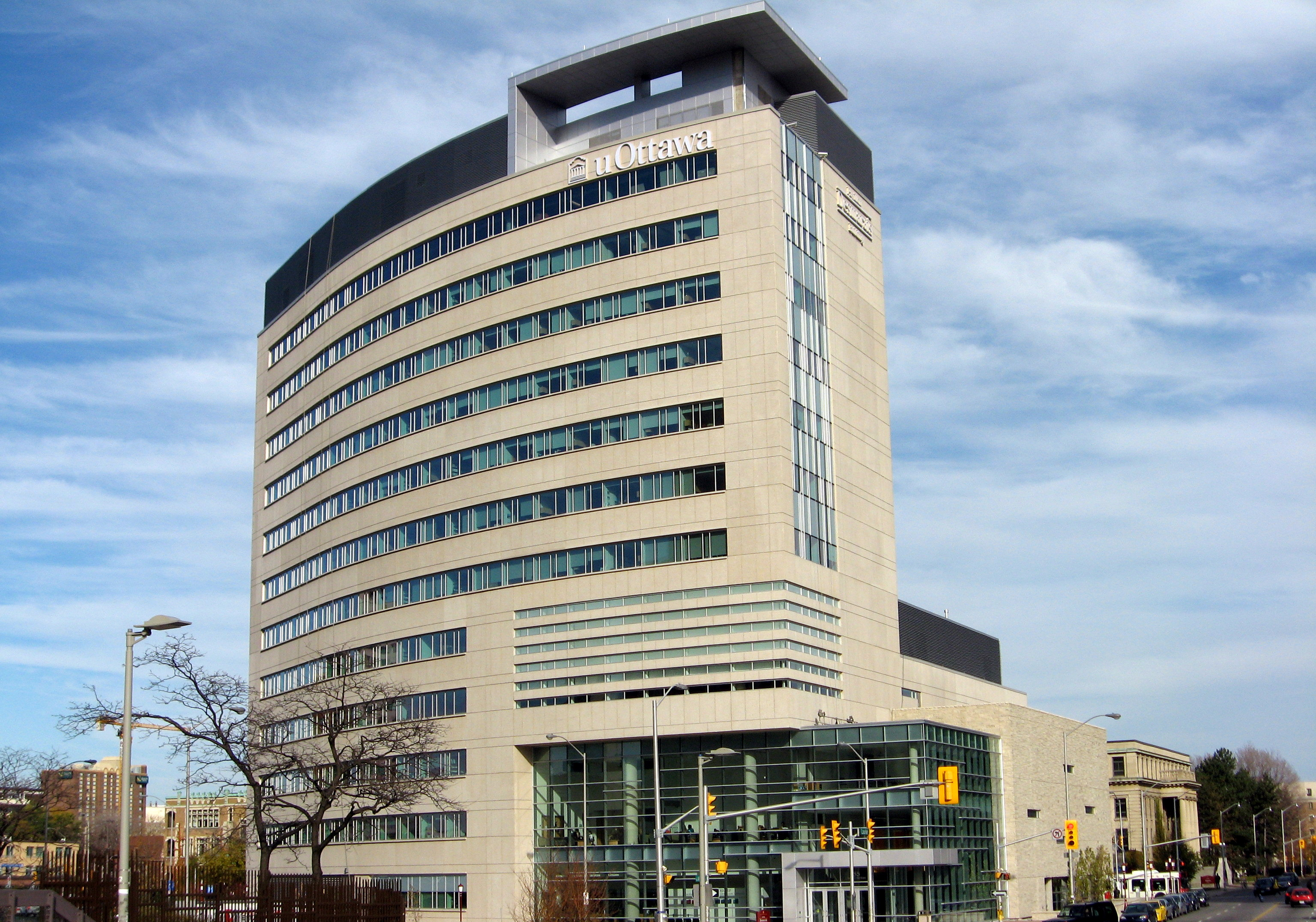
Здание Демаре (Desmarais), самое новое из зданий университета, построенное в 2007 году

Учреждён в 1848 году под названием Байтаунский колледж (College of Bytown) монахами из конгрегации миссионеров-облатов Непорочной Девы Марии, в 1861—1866 годах носил название Колледж Оттавы (англ. College of Ottawa). Изначально — колледж общегуманитарного образования. Уже с XIX века преподавание велось как на английском, так и на непрестижном в то время, но гораздо более широко распространённом в тогдашней Оттаве французском языке. Статус университета присвоен в 1866 году. В 1889 году папа Лев XIII присвоил ему титул понтификального университета.
 В 1965 году, однако, богословские дисциплины были перенесены в специально созданный Университет Святого Павла (Оттава).
Оттавский университет имеет право присваивать степень бакалавра с 1872 года, магистра с 1875 года, доктора философии с 1888 года. Входит в Группу тринадцати (передовых университетов Канады, см. Group of Thirteen).

## Кампус
Университет находится в непосредственной близости от делового центра Оттавы, на расстоянии пешей доступности от канала Ридо, Сенди-Хилла, Ридо-центра, рынка Байуорд, Национального центра искусств, Верховного суда Канады, Парламентского холма и ряда правительственных учреждений. Транзитная система городского автобуса Оттавы (терминал Лорье) соединяет его с рядом других ключевых пунктов города.

## Рейтинг
Университет известен своими исследованиями по политологии и международным делам.
По цитированию в 2000—2004 годах факультет нейронауки Оттавского университета занимал 1-е место среди вузов Канады, а факультет клинической медицины — 2-е, согласно исследованию журнала Science Watch, опубликованному в 2005 году
Исследование 2004 года программ EMBA, проведённое газетой Financial Times, поставило Оттавский университет на 65 место в мире (из 220 исследованных университетов), а также на первое место в Канаде по трём категориям: «карьера выпускников», «программа факультета» и «международный компонент программы» (по последнему критерию программа EMBA Оттавского университета вошла в первую десятку в мире). В рейтинге 2007 г. университет занял 87-е место в мире.
В рейтинге лучших университетов мира THES — QS Оттавский университет занял 226 место из 500 университетов в мире, и 13-е по Канаде.

## Выпускники и преподаватели
- Богатырчук, Фёдор Парфеньевич — профессор университета (до 1970 года), шахматист, рентгенолог, фактический глава «Украинского Красного креста» на оккупированной немцами территории, позднее член КОНР
- Ландри, Филипп — франко-онтарийский драматург, автор драмы «Возвращение в Припять»
- Чавчавадзе, Георгий Николаевич (1921—после 1997) — командир 3-го эскадрона разведдивизиона 1-й дивизии РОА, участник антикоммунистического сопротивления в Словакии и Галиции. Сотрудник при факультете естественных наук Оттавского университета.